# Friedensschluss
Ein Friedensschluss ist eine völkerrechtliche Erklärung des Friedenszustandes zwischen zwei oder mehreren Staaten, die sich bisher im Krieg befanden. Der Friedensschluss ist meist einhergehend mit einem Friedensvertrag.
Der Friedensschluss wird im Allgemeinen nach Beendigung der Kriegshandlungen und im Anschluss an einen Waffenstillstand erklärt. Im Gegensatz zu einem Friedensvertrag kann der Friedensschluss auch einseitig ohne die Zustimmung des Kriegsgegners erfolgen. Ein Friedensvertrag enthält meistens die Erklärung über den Friedensschluss.
Der gewaltsame Kampf zwischen Parteien oder verschiedenen Teilen eines Staates, der unter gewissen Voraussetzungen nach dem Kriegsvölkerrecht geführt werden muss, kann durch einen Friedensschluss nur in dem Fall beendet werden, dass beide Parteien sich gegenseitig für die Folge völkerrechtliche Selbständigkeit zugestehen. Andernfalls kann auch unter völkerrechtlich selbständigen Staaten durch die vollständige Unterwerfung des Einen unter den Anderen der Krieg ohne einen Friedensschluss beendet werden. Friedensschlüsse können durch das Angebot guter Dienste von neutralen Staaten oder durch förmliche Vermittlung (Intervention) angebahnt und gefördert werden. Macht einer der kriegführenden Staaten die weitere Verhandlung von gewissen sofortigen Zugeständnissen abhängig, so werden diese, wie Ort, Zeit und Form der Friedensverhandlung, in so genannten Präliminarien vereinbart, und wenn sie bereits den wesentlichen Teil des Friedensvertrags vorwegnehmen, als Präliminarfrieden bezeichnet. Mit dem Präliminarfrieden ist notwendig auch ein allgemeiner Waffenstillstand verbunden, während die vorläufigen Verhandlungen den Fortgang der Kriegshandlungen nicht ausschließen. Die Zusammenkunft der Bevollmächtigten zur Unterhandlung eines definitiven Friedens heißt Friedenskongress. Seit dem Ende des 19. Jahrhunderts wurde dieser Begriff nur noch angewendet, wenn die leitenden Staatsmänner selbst erschienen sind. Haben an den Kriegshandlungen auf einer oder beiden Seiten mehrere Verbündete teilgenommen, so heißt ein nicht alle Kriegführenden umfassender Friedensschluss Separatfrieden.
In Deutschland kann der Bundestag nach Art. 115l Abs. 3 des Grundgesetzes durch Bundesgesetz den Friedensschluss erklären.